# Rudolf Boehm (Philosoph)
Rudolf Boehm (* 24. Dezember 1927 in Berlin; † 29. August 2019 in Gent) war ein deutscher Philosoph, der sich intensiv mit der Phänomenologie auseinandergesetzt hat. Er war Professor für Philosophie an der Universität Gent und hat einige Werke Edmund Husserls herausgegeben.

## Leben und Wirken
Rudolf Boehms Eltern waren der pharmazeutische Chemiker Theodor Boehm und dessen Frau Grete geb. Brunow. Er studierte Mathematik, Physik und Philosophie an den Universitäten Leipzig und Rostock. Er war ein Schüler von Hans-Georg Gadamer und Karl-Heinz Volkmann-Schluck. Von 1948 bis 1949 war er Assistent an der philosophischen Fakultät in Rostock und danach von 1949 bis 1952 in Köln.
Von 1952 bis 1967 war Boehm Mitarbeiter des Edmund-Husserl-Archivs in Löwen, dessen Leitung damals Herman Leo Van Breda innehatte. Boehm wirkte zugleich als Herausgeber mehrerer Schriften Husserls. 1967 wurde er als Professor für allgemeine und moderne Philosophie an die Universität von Gent berufen und wirkte dort bis zu seiner Emeritierung 1992.
Boehm gab die philosophische Zeitschrift Kritiek heraus, die seit 1981 in niederländischer Sprache erscheint und von ihm mitbegründet wurde.

## Literarische Rezeption
In dem 2021 in der Reihe Philosophie erzählt erschienenen, als Novelle bezeichneten Buch Das Begräbnis des Philosophen von Volkmar Mühleis ist nach Angaben des Autors die „Person des Philosophen ‚nach dem Leben‘ gezeichnet, als eine Hommage an den 2019 gestorbenen Philosophen Rudolf Boehm.“

## Schriften
- Das Grundlegende und das Wesentliche. Zu Aristoteles’ Abhandlung „Über das Sein und das Seiende“ (Metaphysik Z). Nijhoff, Den Haag 1965.
- Vom Gesichtspunkt der Phänomenologie. Band 1. Husserl-Studien. Nijhoff, Den Haag 1968.
- Kritik der Grundlagen des Zeitalters. Nijhoff, Den Haag 1974.
- Vom Gesichtspunkt der Phänomenologie. Band 2. Studien zur Phänomenologie der Epoché. Nijhoff, Den Haag 1981.
- "Tragik''. Von Ödipus bis Faust.  Königshausen und Neumann, Würzburg 2001.
- Politik. Junghans, Cuxhaven 2002.
- Topik. Kluwer, Dordrecht 2002.
- Ökonomie und Metaphysik. Königshausen und Neumann, Würzburg 2004.
- Grundriß einer Poietik., Königshausen und Neumann, Würzburg 2005.